# EH 101...165
Als Baureihe EH 101...165 werden vierachsige Industrielokomotiven der Lokomotivfabrik Jung bezeichnet, die als Typenreihe Jung ED in 62 Exemplaren zwischen 1955 und 1971 hergestellt und im schweren Rangier- sowie Werksverkehr bei Eisenbahn und Häfen eingesetzt wurden.
Die Baureihe war eine Zweikraftlokomotive für den kombinierten  Antrieb als Elektrolokomotive und mit dieselelektrischem Antrieb. Sie waren bis Anfang der 2000er Jahre im Einsatz. Sieben Lokomotiven sind als Museums- oder Denkmallokomotiven erhalten geblieben.

## Geschichte
Um auf ihrem mit 600 V Gleichspannung elektrifizierten Streckennetz schwere Güterzüge zu befördern sowie Rangierfahrten auf nicht elektrifizierten Streckenabschnitten durchführen zu können, benötigten die Eisenbahn und Häfen robuste und schwere Industrielokomotiven mit Hybridantrieb. Bei der Wahl der Art des Hybrid-Antriebes wurde auf eine Kombination Oberleitung – dieselelektrischer Antrieb gesetzt. Deshalb entschieden sich Eisenbahn und Häfen für die Bestellung einer Lokomotive für Oberleitungs- und Dieselmotorantrieb.
1955 lieferten die Lokfabriken Jung und Krauss-Maffei je drei Versuchslokomotiven. Die Anforderungen an den Lieferanten waren folgende:
- sehr kräftiger Rahmen zur unproblematischen Aufnahme von Beanspruchungen durch seitliche oder frontale Zusammenstöße,
- Mittelführerstand mit zwei diagonal angeordneten Fahrständen mit besten Sichtverhältnissen,
- gute Geräuschdämpfung des Dieselmotors sowie
- 80 t Dienstgewicht und so gering wie mögliche Achsentlastungen.[1]

Bei den Probefahrten überzeugte die Lokomotive von Jung. Der Hersteller erhielt den Auftrag zur Fertigung von insgesamt 64 Exemplaren, die mit der Bezeichnung EH 101–103 und 107–165 bis 1971 ausgeliefert wurden.

## Technik
Die Lokomotiven besitzen zwei niedrige Vorbauten für die elektrische Ausrüstung bzw. den dieselelektrischen Antrieb und ein in der Mitte angeordnetes Führerhaus. Die beiden Stromabnehmer waren auf den Vorbauten platziert, um eine zum Teil sehr geringe Durchfahrtshöhe einzuhalten. Die Lokomotiven sind sehr robust ausgeführt, die Bleche für den Hauptrahmen und die Drehgestelle sind je 39 mm stark, die Führerhausseitenwände und sämtliche anderen Beblechungen sind 20 mm stark. Da in dieser Bauweise die geforderten 80 t Gewicht noch nicht erreicht waren, mussten zusätzlich noch Ballastgewichte eingebaut werden. Für die Laufgüte wurde eine Gummifederung verwendet. Die Drehgestelle sind in kombinierter Schweiß-Schraubkonstruktion ausgeführt, um die Instandhaltungsarbeiten im Betrieb zu erleichtern.
Die Maschinenausrüstung bestand aus einer Gleichstrom-Gleichstrom-Übertragung mit Widerstandssteuerung sowie aus einem Zwölfzylinder-Zweitakt-Dieselmotor und einem Gleichstromgenerator. Dieselmotor und Generator sind auf einem gemeinsamen Hilfsrahmen angeordnet, gesteuert wurde der dieselelektrische Antrieb ursprünglich elektro-pneumatisch. Die Fahrmotoren sind in Tatzlager-Bauweise ausgeführt und stammten von AEG. Die Lokomotiven wurden in späteren Jahren mehrmals modernisiert, was besonders den dieselelektrischen Antrieb, die Stromabnehmer und die elektrische Steuerung betraf.

## Einsatz
Nach über 40 Jahren im Einsatz setzte Eisenbahn und Häfen auf einen Übergang zu reinem Dieselbetrieb. Ab dieser Zeit wurden Hybridlokomotiven nur noch im Rangierbetrieb bzw. als Betriebsreserve verwendet. Die letzte Lok wurde am 14. März 2013 ausgemustert. Sieben Lokomotiven sind als Museumsloks bzw. als Denkmal erhalten geblieben.

### Erste Modernisierung
Mitte der 1980er Jahre wurden die Lokomotiven bei Henschel generalüberholt. Dabei wurde die gesamte Elektrik erneuert, der dieselelektrische Antrieb getauscht und eine neue Druckluftanlage eingebaut. Ferner wurden alle Lokomotiven mit einer Funkfernsteuerung nachgerüstet.

### Zweite Modernisierung
Da die Motoren von KHD 1991 an dem Ende ihrer Nutzungsdauer angekommen waren, mussten sie erneuert werden. Aufgrund höherer Lasten und längeren Fahrten ohne Oberleitung war zudem eine stärkere Motorisierung erforderlich. Dies wurde mit mehreren Motoren von Caterpillar gelöst, wobei der stärkste von ihnen ein Zwölfzylinder-Viertakt-Dieselmotor mit einer Leistung von 510 PS war. Äußerlich waren die Umbaulokomotiven an einem deutlich vergrößerten Vorbau auf der Motorseite erkennbar. Seit der Zeit hatten die Lokomotiven nur noch einen Einholmstromabnehmer auf dem E-Teil, er war mit einer Wippe mit vier Schleifleisten ausgerüstet.